# Lgov
Lgov - Льгов (rus) - és una ciutat de l'óblast de Kursk, a Rússia. Es troba al Massís Central Rus, a la vora del riu Seim, a 80 km a l'oest de Kursk.

## Història

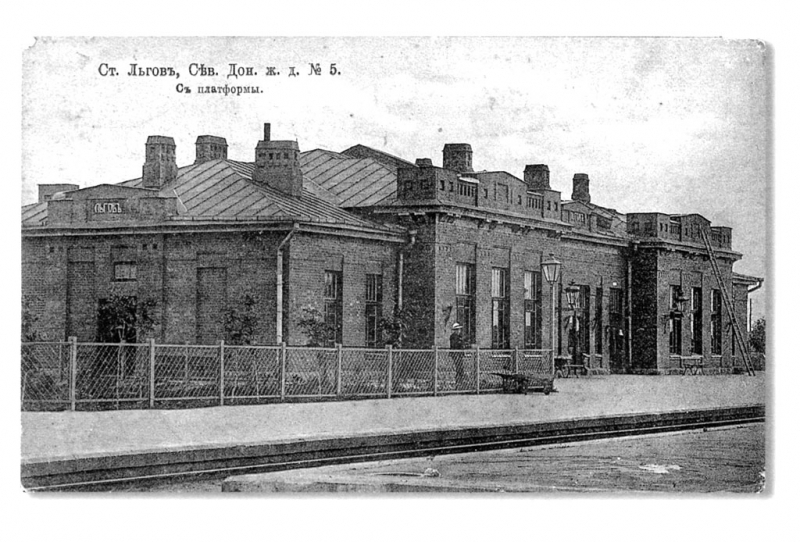
Antiga estació de tren.

Lgov es menciona per primer cop en una crònica del 1152 amb el nom d'Olgov (derivat del nom eslau Oleg). Durant el segle xiii va ser completament destruïda pels mongols. El 1669 va ser refundat en l'emplaçament de l'antiga ciutat el monestir de Lgov, que va tancar el 1764. L'slobodà del monestir va ser el que el 1779 va convertir-se ja en la ciutat de Lgov.
A la segona meitat del segle xix van desenvolupar-s'hi tot de fàbriques de transformació de productes agrícoles arran de la construcció d'una línia de ferrocarril entre Moscou i Kíev que passava per Lgov.
Durant la Segona Guerra Mundial Lgov fou ocupada per la Wehrmacht el 27 d'octubre de 1941 i alliberada pel Front de Vorónej de l'Exèrcit Roig el 3 de març de 1943.

## Demografia
| 1897  | 1939  | 1959   | 1970   | 1979   | 1989   | 2002   | 2008   | 2010   |
| ----- | ----- | ------ | ------ | ------ | ------ | ------ | ------ | ------ |
| 5 367 | 7 700 | 21 300 | 25 100 | 26 500 | 25 643 | 23 783 | 21 844 | 21 452 |